# Юхновець-Косьцельний (гміна)
Гміна Юхновець-Косьцельни (пол. Gmina Juchnowiec Kościelny) — сільська гміна у східній Польщі. Належить до Білостоцького повіту Підляського воєводства.
Станом на 31 грудня 2011 у гміні проживало 14859 осіб.

## Територія
Згідно з даними за 2007 рік площа гміни становила 172.06 км², у тому числі:
- орні землі: 74.00%
- ліси: 17.00%

Таким чином, площа гміни становить 5.76% площі повіту.

## Населення
Станом на 31 грудня 2011:
| Опис     | Загалом | Загалом | Чоловіки | Чоловіки | Жінки | Жінки |
| -------- | ------- | ------- | -------- | -------- | ----- | ----- |
| одиниця  | осіб    | %       | осіб     | %        | осіб  | %     |
| все      | 14859   | 100     | 7405     | 49.84    | 7454  | 50.16 |
| міське   | 0       | 100     | 0        |          | 0     |       |
| сільське | 14859   | 100     | 7405     | 49.84    | 7454  | 50.16 |

## Сусідні гміни
Гміна Юхновець-Косьцельни межує з такими гмінами: Більськ-Підляський, Вишкі, Заблудів, Сураж, Туроснь-Косьцельна, Хорощ.